# Apogon noumeae
 Apogon noumeae és una espècie de peix de la família dels apogònids i de l'ordre dels perciformes.

## Distribució geogràfica
Es troba a Nova Caledònia.